# ۱۱۳۹ (میلادی)
سال ۱۱۳۹ (MCXXXIX) هزار و صد و سی و نهمین سال تقویم میلادی است.

## مناسبت‌ها
- ۸ ژوئیه یا ۲۱ اوت – نبرد یانچنگ: ژنرال یوئه فی از دودمان سونگ ارتشی که توسط ژنرال ووژو از دودمان کین رهبری می‌شد را در طی جنگ‌های کین-سونگ، شکست داد.[۱]
- ۲۵ ژانویه – گادفری دوم دوک برابنت شد.[۲][۳][۴]

## زادگان
- ۱۶ ژوئن – امپراتور کونوئه ژاپن (مرگ در ۱۱۵۵)[۵][۶]
- اگنس دوم – راهبه و هنرمند (مرگ در ۱۲۰۳)

## مرگ‌ها
- ۲۵ ژانویه – گادفری یکم[۷][۸][۹]
- ۱۸ فوریه – شاهزاده یاروپولک دوم کی‌یف (زادهٔ ۱۰۸۲)[۱۰][۱۱]
- ۲۰ اکتبر – هنری دهم، دوک باواریا[۱۲][۱۳]
- دسامیر – راجر سالزبری، اسقف انگلیسی[۱۴][۱۵][۱۶]
- ملکه ژینگ چین (زادهٔ ۱۱۰۶)[۱۷]